# Кущавник рудощокий
Куща́вник рудощокий (Cincloramphus rubiginosus) — вид горобцеподібних птахів родини кобилочкових (Locustellidae). Ендемік Папуа Нової Гвінеї.

## Поширення і екологія
Рудощокі кущавники є ендеміками острова Нова Британія в архіпелазі Бісмарка. Вони живуть у вологих рівнинних і гірських тропічних лісах та в садах. Зустрічаються на висоті до 1400 м над рівнем моря.